# Neuromyotonie
Die Neuromyotonie ist ein neurologisches Syndrom, das durch eine erhöhte Erregbarkeit der Skelettmuskulatur gekennzeichnet ist und als Autoimmunerkrankung oder paraneoplastisches Syndrom bei kleinzelligen Bronchialkarzinomen, Lymphomen und Thymomen beschrieben wurde. Ursache ist eine gestörte Funktion der neuromuskulären Synapse (motorische Endplatte), die in der überwiegenden Mehrzahl der Fälle durch die Bildung von Autoantikörpern gegen spannungsaktivierte Kaliumkanäle (VGKC-Antikörper) verursacht wird (Isaacs-Syndrom oder Isaacs-Mertens-Syndrom). Wenn die Neuromyotonie in Verbindung mit Symptomen einer limbischen Enzephalitis auftritt, wird die Bezeichnung Morvan-Syndrom verwendet. Neben der erworbenen gibt es auch vererbte Formen. Die Neuromyotonie wurde in den 60er Jahren von dem südafrikanischen Physiologen und klinischen Neurophysiologen Hyam Isaacs und dem deutschen Neurologen Hans-Georg Mertens beschrieben.

## Klinik
Die Neuromyotonie tritt sporadisch und in jedem Alter auf, sie gilt als sehr selten. Es dominieren klinisch unwillkürliche tonische Muskelverkrampfungen, Faszikulationen und als besonders charakteristisches Merkmal dauerhafte, wellenartige Muskelanspannungen, die bei schlanken Personen gut sichtbar sind (Myokymien). Oft kann die Muskulatur nicht richtig entspannt werden und erscheint steif (Pseudomyotonie). Bisweilen ist außerdem übermäßiges Schwitzen (Hyperhidrosis) zu beobachten. Elektromyographisch können Muskelaktionspotentiale bei Entspannung nachgewiesen werden, sowie Zeichen, die einer Denervierung entsprechen (Faszikulationen und Fibrillationen). Bei etwa 40 % der Patienten lassen sich Antikörper gegen spannungsaktivierte Kaliumkanäle im Serum nachweisen, viele Betroffene haben auch andere Autoantikörper, zum Beispiel gegen Acetylcholinrezeptoren wie bei der Myasthenia gravis.
Die Behandlung erfolgt rein symptomatisch, mit antiepileptischen Medikamente (zum Beispiel Phenytoin, Carbamazepin, Valproinsäure, Lamotrigin), Immunsuppression oder Plasmapherese. Die Entfernung des Tumors, soweit vorhanden, bessert die Symptome oft nicht wesentlich.

## Selbsthilfeorganisationen
- Mensch & Myotonie[3]